# Província d'Al-Aaiun
La província d'Al-Aaiun (àrab: إقليم العيون, iqlīm al-ʿAyūn; amazic: ⵜⴰⵙⴳⴰ ⵏ ⵍⵄⵢⵓⵏ) és una de les províncies creades pel govern marroquí al Sàhara Occidental, un territori no autònom sota supervisió del Comitè de Descolonització de l'Organització de les Nacions Unides. El seu procés de descolonització va ser interromput en 1976, quan Espanya, la seva potència administradora, va abandonar el territori en virtut de l'Acord Tripartit de Madrid, no vàlid segons el Dret internacional. Part del territori està ocupat pel Marroc, qui l'inclou dins de la regió Laâyoune-Sakia El Hamra, i reclamat per l'autoproclamada República Àrab Sahrauí Democràtica. Per a més informació, vegeu Estatut polític del Sàhara Occidental. Té una superfície de 33.000 km² i 210.023 habitants censats en 2004.
En 2009 a la província d'Al-Aaiun li fou desmembrat una part del territori per crear la província de Tarfaya, composta per la comuna urbana de Tarfaya i les comunes rurals de Daoura, d'El Hagounia, d'Akhfennir i de Tah.

## Demografia
| 96.784                                                          | 153.978 | 210.023 | 217.589 |
| 1982, 1994 : cens secundari; 2004: cens oficial ; 2007: càlcul. |         |         |         |

Fonts : World Gazetter

## Divisió administrativa
| Comunes      | Població en 1994 | Població en 2004 |
| ------------ | ---------------- | ---------------- |
| Al-Aaiun     | 136.678          | 183.691          |
| El Marsa     | 4.334            | 10.229           |
| Bucraa       | 1.985            | 2.519            |
| Dcheïra      | 1.540            | 1.745            |
| Foum El Oued | 918              | 1.419            |